# Tom Pelphrey
Tom Pelphrey, né le 28 juillet 1982 à Howell dans le New Jersey, est un acteur américain.

## Biographie
Tom Pelphrey est né le 28 juillet 1982 à Howell dans le New Jersey. Il a un frère, Robert.
Il est diplômé de Howell High School en 2000, puis de l'Université Rutgers en 2004 avec un baccalauréat en beaux-arts.

### Vie privée
Tom Pelphrey a été en couple avec les actrices Jaimie Alexander, Gina Tognoni et Lili Simmons.
En mai 2022, il officialise son couple avec l'actrice Kaley Cuoco, qui donne naissance à leur fille Matilda Carmine Richie Pelphrey le 30 mars 2023.

## Carrière
Il débute à la télévision en 2004 avec le soap-opéra Haine et Passion, où il reste jusqu'en 2009. Entre-temps, il fait des apparitions dans des séries telles que : Numb3rs et The Burg en 2007 et Les Experts : Miami et Ghost Whisperer en 2008. Cette même année, il fait ses premiers pas au cinéma avec un petit rôle dans Birds of America de Craig Lucas.
Après avoir quitté Haine et Passion, il retrouve un rôle en 2009 dans un autre soap-opéra, As the World Turns, dont l'épisode final est diffusé l'année suivante. Cette même année, il apparaît dans un épisode de New York, unité spéciale, il y reviendra avec un rôle différent en 2016.
Entre 2010 et 2015, il enchaîne les rôles à la télévision dans les séries The Good Wife, Body of Proof, Blue Bloods, Following et Black Box. Au cinéma, on peut le voir dans plusieurs films tels que : Junction de Tony Glazer, Excuse Me for Living de Ric Klass, Turtle Islands de David Wexler, Tiger Lily Road de Michael Medeiros et A Cry from Within de Zach Miller et Deborah Twiss.
En 2015, il est présent au casting de plusieurs longs métrages (Sam, Blink, Anchors, ou encore #Lucky Number) et il obtient le rôle de Kurt Bunker, un ancien néo-nazi dans les saisons 3 et 4 de Banshee, jusqu'à l'année suivante.
En 2017, il revient à la télévision lors d'un épisode de Chicago P.D. et décroche le rôle de Ward Meachum dans la série Netflix : Iron Fist, où il retrouve Jessica Stroup après Following. La série est annulée après deux saisons en 2018.
En 2019, il apparaît dans un épisode de Blindspot et le film chinois Crazy Alien. L'année suivante, il est présent dans la troisième saison d'Ozark.
En 2023, il tient un rôle secondaire dans la mini-série Love & Death avec Elizabeth Olsen.

## Filmographie

### Cinéma

#### Longs métrages
- 2008 : Birds of America de Craig Lucas : Un auto-stoppeur
- 2012 : Junction de Tony Glazer : David
- 2012 : Excuse Me for Living de Ric Klass : Dan
- 2013 : Turtle Islands de David Wexler : Tim
- 2013 : Tiger Lily Road de Michael Medeiros : Ricky Harden
- 2014 : A Cry from Within de Zach Miller et Deborah Twiss : Carl
- 2015 : The Girl Is in Trouble de Julius Onah : Eric
- 2015 : Sam de Nicholas Brooks : Stephen
- 2015 : Blink de Michael Medeiros : Un acteur
- 2015 : Anchors de David Wexler : Denny
- 2015 : #Lucky Number de Brendan Gabriel Murphy : Bret Reynolds
- 2019 : Crazy Alien (Feng kuang de wai xing ren) de Ning Hao : John Stockton
- 2020 : Mank de David Fincher : Joseph L. Mankiewicz
- 2022 : She Said de Maria Schrader : Jim Rutman
- 2022 : American Murderer de Matthew Gentile : Jason Derek Brown
- 2022 : Jill de Steven Michael Hayes : Ted

#### Court métrage
- 2010 : The Elastic d'Eleanor Hutchins et Caleb Scott : Marty

### Télévision

#### Séries télévisées
- 2004 - 2009 : Haine et Passion (The Guiding Light) : Jonathan Randall
- 2007 : Numb3rs : Mike Daley
- 2007 : The Burg : Dave
- 2008 : Les Experts : Miami (CSI : Miami) : Mick Ragosa
- 2008 : Ghost Whisperer : Brian
- 2009 - 2010 : As the World Turns : Mick Dante
- 2009 / 2016 : New York, unité spéciale (Law and Order : Special Victims Unit) : T-Bone / Matt Kroger
- 2010 : The Good Wife : Josh Mundy
- 2011 : Body of Proof : Dean Avery
- 2012 : Blue Bloods : Mike Galatis
- 2013 : Following (The Following) : Brock
- 2014 : Black Box : Joseph Moran
- 2015 - 2016 : Banshee : Kurt Bunker
- 2016 : Banshee Origins : Shérif-adjoint Kurt Bunker
- 2017 : Chicago P.D. : Thomas Cade
- 2017 - 2018 : Iron Fist : Ward Meachum
- 2019 : Blindspot : Cameron Gibbs
- 2020 - 2022 : Ozark : Ben Davis
- 2022 : Outer Range : Perry Abbott
- 2023 : Love & Death : Don Crowder
- 2024 : Un homme, un vrai (A Man in Full) : Raymond Peepgrass (mini-série) (Netflix)

### Jeu vidéo
- 2011 : Homefront : Connor J. Morgan (voix)

## Distinction

### Nominations
- 2021 : Critics' Choice Television Awards : Meilleur acteur dans un second rôle dans une série télévisée dramatique pour Ozark [2]
- 2022 : Emmy Awards : Emmy Award du meilleur acteur invité dans une série dramatique pour Ozark